# Герника (картина)
«Ге́рника» (исп. Guernica) — картина Пабло Пикассо, написанная в мае 1937 года по заказу правительства Испанской Республики для испанского павильона на Всемирной выставке в Париже. Тема картины, написанной в манере кубизма и в чёрно-белой гамме, — бомбардировка Герники, произошедшая незадолго до этого в ходе Гражданской войны в Испании (1936—1939).
После выставки полотно выставлялось в ряде стран (в основном в США). Сам Пикассо заявлял, что хотел бы видеть её в музее Прадо, но лишь после восстановления в Испании республики. Картина была помещена в Прадо в 1981 году, а в 1992 году перевезена с другими произведениями искусства XX века в Музей королевы Софии в Мадриде, где и хранится по сей день.

## История создания картины
Причиной создания «Герники» Пикассо стала бомбардировка города Страны Басков — Герники. Одним из важнейших событий революции в Испании (1931—1939 года) стала Гражданская война. Во время Гражданской войны в Испании 26 апреля 1937 года легион «Кондор», добровольческое подразделение люфтваффе, совершил налёт на Гернику. На город за три часа было сброшено несколько тысяч бомб; в результате шеститысячный город был уничтожен, около двух тысяч жителей оказались под завалами. После налёта Герника горела ещё трое суток. За этими событиями наблюдал весь мир, в том числе и Пабло Пикассо. Испанский поэт и видный общественный деятель Рафаэль Альберти впоследствии вспоминал: «Пикассо никогда не бывал в Гернике, но весть об уничтожении города сразила его, как удар бычьего рога». Бомбардировка Герники послужила толчком к созданию знаменитого полотна. Картина была написана буквально за месяц — первые дни работы над картиной Пикассо работал по 10—12 часов и уже в первых набросках можно было увидеть главную идею. Создавалось впечатление, что художник уже давно продумал концепцию этого произведения, и только сейчас воплощал свою идею в жизнь.
На Всемирной выставке в Париже Пикассо представил свою картину широкой аудитории, но реакция зрителей не совсем соответствовала ожиданиям художника. Известный французский архитектор Ле Корбюзье, присутствовавший на открытии испанского павильона, вспоминал потом: «„Герника“ видела в основном спины посетителей». Однако не только простые посетители выставки не были подготовлены к восприятию картины, в такой своеобразной форме рассказывающей об ужасах войны. Далеко не все специалисты приняли «Гернику»: одни критики отказывали картине в художественности, называя полотно «пропагандистским документом», другие пытались ограничить содержание картины только рамками конкретного события и видели в ней только изображение трагедии баскского народа. Мадридский журнал «Sábado Gráfico» даже писал: «Герника — полотно огромных размеров — ужасна. Возможно, это худшее, что создал Пабло Пикассо за свою жизнь».
По некоторым сведениям, во время оккупации Парижа к Пабло Пикассо однажды пришли немецкие офицеры. На столе художника находилась репродукция с «Герники» (или открытки с репродукцией «Герники»). «Это вы сделали?» — спросил офицер. «Нет, — ответил Пикассо, — это вы сделали».
Впоследствии Пабло Пикассо, говоря о судьбе своего детища, заметил: «Чего только не довелось мне услышать о моей „Гернике“ и от друзей, и от врагов». Долорес Ибаррури сразу высоко оценила картину Пикассо:

«Герника» — страшное обвинение фашизму и Фра́нко. Она мобилизовывала и поднимала на борьбу народы, всех мужчин и женщин доброй воли. Если бы Пабло Пикассо за свою жизнь не создал ничего, кроме «Герники», его всё равно можно было бы причислить к лучшим художникам нашей эпохи.

Датский художник-карикатурист Херлуф Бидструп считал «Гернику» самым значительным антивоенным произведением. Он писал:

Люди моего поколения хорошо помнят, как фашисты подвергли садистской бомбардировке город Гернику во время гражданской войны в Испании. Художник показал зверское лицо войны, отражение той страшной действительности в абстрактных формах, и она по-прежнему в нашем антивоенном арсенале.

## Описание
«Герника» написана маслом в чёрно-белых тонах и имеет размеры 7,8×3,5 м. Полотно было написано за месяц. Картина представляет сцены смерти, насилия, зверства, страдания и беспомощности, без указания их непосредственных причин. Выбор чёрно-белой палитры, с одной стороны, передаёт хронологическую близость к газетной фотографии того времени, с другой — отражает безжизненный характер войны. «Герника» изображает страдающих людей, животных, и здания, трансформированные под воздействием насилия и хаоса.
- Все сцены разворачиваются в пределах комнаты, в левой открытой части которой над женщиной, оплакивающей мёртвого ребёнка в её руках, стоит бык с широко открытыми глазами.
- Центральный план занят лошадью, падающей в агонии, как будто бы она только что была пронзена копьём или дротиком. Нос лошади и верхние зубы образованы формой человеческого черепа.
- Под лошадью — мёртвый, по-видимому, расчленённый солдат, чья отрубленная рука все ещё сжимает обломок меча, из которого растёт цветок.
- Прозрачная лампочка в форме глаза горит над головой страдающей лошади (лампа из камеры пыток).
- Справа вверху от лошади, античная маска, которая кажется свидетельницей происходящих перед нею сцен, как бы вплывает в комнату через окно. Её рука, также вплывающая в комнату, держит зажжённую лампу.
- Непосредственно справа, чуть ниже вплывающей женской фигуры, преисполненная благоговейного страха женщина подалась к центру. Её безучастный взгляд направлен на сверкающую лампочку.
- Кинжалы, олицетворяющие пронзительный крик, заменяют языки быка, скорбящей женщины, и лошади.
- За быком, на полке — птица в панике, по-видимому, голубь.
- На правом краю расположена фигура с поднятыми от ужаса руками, попавшая в ловушку из огня сверху и снизу.
- Тёмная стена с открытой дверью завершает правый конец картины.
- На руках мёртвого солдата видны стигматы (болезненные кровоточащие раны, открывающиеся на теле некоторых глубоко религиозных людей — тех, кто «пострадал как Иисус»). Пикассо не был религиозен. Хотя его личность сформировалась под воздействием культуры преобладающе католической Испании, эти символы не должны интерпретироваться как христианская идентификация художника. Пикассо использует хорошо опознаваемый образ, чтобы продемонстрировать, что люди вынуждены страдать безо всякой на то причины.
- Пол напоминает карту, план боевых действий.

### Трактовки изображённого на картине
- Множество разногласий вызвала изображённая в левом верхнем углу картины голова быка — это персонаж, который смотрит на всё происходящее вокруг абсолютно безразлично, его взгляд устремлён в никуда. Он не сочувствует участникам картины, не может понять всего ужаса происходящего. Некоторые искусствоведы считают, что это олицетворение фашизма и всего мирового зла. Именно быку лошадь, находящаяся в центре, адресует свои последние «проклятья», но бык не замечает её, как и не замечает всего, что происходит вокруг. Другие исследователи, например Н. А. Дмитриева, предполагают, что бык — символ глухоты, непонимания, неведения.
- Некоторые испанцы трактуют быка (символ традиционной испанской корриды) как саму Испанию, которая отвернулась от происходящего в Гернике (отсылка к тому, что Франко разрешил бомбардировку своего города).